# Karin Sagner
Karin Sagner, früher Sagner-Düchting (* 1955 in Steinheidel-Erlabrunn), ist eine deutsche Kunsthistorikerin und Autorin.

## Leben
Sagner studierte Kunstgeschichte, Neuere Deutsche Literaturgeschichte und Klassische Archäologie in München sowie in Paris. 1985 wurde sie in Kunstgeschichte promoviert mit summa cum laude.
Von 1985 bis 1989 war sie Wissenschaftliche Mitarbeiterin der Bayerischen Staatsgemäldesammlungen München. Seit 1991 ist sie freiberufliche Ausstellungskuratorin und Autorin.

## Ausstellungen
- 2001/2002 Claude Monet und die Moderne, Kunsthalle der Hypo-Kulturstiftung München, Fondation Beyeler Basel/Riehen
- 2003/2004 Architektur der Obdachlosigkeit, Pinakothek der Moderne München, Museum der Arbeit Hamburg, Berlinische Galerie Berlin
- 2006 Die Eroberung der Straße. Von Monet bis Grosz, Schirn Kunsthalle Frankfurt
- 2008 Honoré Daumier. Ein Spötter ist’s und scharf sein Scherz, Kunstsammlungen Chemnitz
- 2009 Henri Le Sidaner. Ein magischer Impressionist, Kunstsammlungen Chemnitz
- 2011 Pierre-Auguste Renoir „Wie Seide gemalt“, Kunstsammlungen Chemnitz
- 18. Oktober 2012 – 20. Januar 2013 Gustave Caillebotte. Ein Impressionist und die Fotografie, Schirn Kunsthalle Frankfurt
- 2017/2018 Jacques Lipchitz. Bildhauer des 20. Jahrhunderts, Kunstsammlungen Chemnitz
- 2018 Hélène de Beauvoir. Künstlerin und engagierte Zeitgenossin, Musée Würth, Erstein
- 2019 Rita De Muynck. Reframing. Werke 2014–2019, Kallmann Museum München

## Veröffentlichungen
- 1985 Claude Monet, Nymphéas. Eine Annäherung, Olms Verlag Hildesheim 1985, ISBN 3-487-07715-9
- 1990 Claude Monet. Ein Fest für die Augen, Benedikt Taschen Verlag Köln (8. Auflage: 2008) ISBN 3-8228-0415-0
- 1992 Malerei des Impressionismus 1860–1920, 2 Bde., Köln
- 1993 Die Malerei des Deutschen Impressionismus, Köln (2. Auflage 2004), ISBN 3-8321-7403-6
- 1994 Claude Monet in Giverny,  Prestel Verlag München 1994, ISBN 3-7913-1394-0 (1. Auflage) englisch New York 1994, ISBN
- 1996 Renoir. Augenblicke des Glücks, München
- 1998 Paul Gauguin, Amsterdam
- 2000 Die verletzte Diva, Ausst. Kat. Städtische Galerie im Lenbachhaus München und Staatliche Kunsthalle Baden-Baden
- 2001 Monets Spätwerk im Blick der Moderne, Ausst. Kat. Claude Monet und die Moderne, Kunsthalle München 2001, ISBN 3-7913-2614-7; Monet and Modernism, ISBN 3-7913-2615-5
- 2002 Wols und Paul Klee im Dialog, Informell – Begegnungen und Wandlungen, Dortmund
- 2003 Wie erkenne ich ? Die Kunst der Gotik, Belser Verlag Stuttgart 2003, ISBN 3-7630-2422-0
- 2004 Das Buch der 1000 Frauen. Ideen, Ideale und Errungenschaften in Biografien, Bildern und Dokumenten, Harenberg Mannheim, Leipzig, Wien, Zürich 2004
- 2005 Wie erkenne ich? Die Kunst des Jugendstils, Belser Verlag Stuttgart (2. Auflage 2005), ISBN 978-3-7630-2573-2
- 2005 Impulse – André Masson und Jackson Pollock, André Masson Bd. II, Matthes & Seitz Verlag Berlin München 2005, ISBN 3-88221-297-7
- 2006 Claude Monet, Köln (7. Auflage)
- 2007 Hautnah Einfach Kunst, Belser Verlag Stuttgart 2008, ISBN 978-3-7630-2483-4
- 2008 Bewegend Einfach Kunst, Belser Verlag Stuttgart 2008, ISBN 978-3-7630-2497-1
- 2008 Himmlisch Einfach Kunst, Belser Verlag Stuttgart 2008, ISBN 978-3-7630-2520-6
- 2008 Honoré Daumier. Ein Spötter ist’s und scharf sein Scherz, Ausst. Kat. Honoré Daumier, Kunstsammlungen Chemnitz, Kerber Verlag Bielefeld, Leipzig 2008, ISBN 978-3-86678-168-9
- 2009 Je suis un autre. Armand Francois Joseph Henrik: Selbstbildnisse als Pierrot, Selbstporträts aus der Sammlung Klewan, Wien 2009, ISBN 978-3-85409-504-0
- 2009 Ich habe Monets Garten  gesehen. Monets Haus, Garten und Seerosenteich in Giverny als gärtnerische Anlage und irdisches Paradies, Ausst. Kat. Claude Monet, Van der Heydt-Museum Wuppertal 2009, ISBN 978-3-89202-075-2
- 2009 Claude Mones Seerosenbilder und ihre Bedeutung, Ausst. Kat. Claude Monet, Van der Heydt-Museum Wuppertal 2009, ISBN 978-3-89202-075-2
- 2009 Monet und die Moderne. Das Weiterwirken Monets bis ins 20. Jahrhundert, Ausst. Kat. Claude Monet, Van der Heydt-Museum Wuppertal 2009, ISBN 978-3-89202-075-2
- 2009 Gustave Caillebotte. Neue Perspektiven des Impressionismus, Firmer Verlag München, ISBN 978-3-7774-2161-2
- 2009 Henri Le Sudaner – Ein magischer Impressionist, Ausst. Kat. Henri Le Sudaner, Kunstsammlungen Chemnitz, Deutscher Kunstverlag Berlin München 2009, ISBN 978-3-422-02213-3
- 2010 Ach, man musste zuvor Berlin gekannt haben, um Paris recht zu lieben, Ausst. Kat.  Paris bezauberte mich. Käthe Kollwitz und die französische Moderne, Käthe Kollwitz Museum Köln 2010, ISBN 978-3-7774-3041-6
- 2011 Schöne Frauen. Von Haut und Haaren, Samt und Seife. Die gepflegte Frau in der Kunst. Elisabeth Sandmann Verlag, München 2011 (1. Auflage 2011), ISBN 978-3-938045-53-4; (Neuauflage Insel Verlag Berlin 2015, ISBN 978-3-458-36112-1)
- 2012 Renoir und seine Frauen. Elisabeth Sandmann Verlag, München 2012, ISBN 978-3-938045-67-1
- 2014 Hélène de Beauvoir: Souvenirs. Ich habe immer getan, was ich wollte. Elisabeth Sandmann Verlag, München 2014, ISBN 978-3-938045-89-3
- 2014 Hélene de Beauvoir. Das Talent liegt in der Familie. Hirmer Verlag, München 2014, ISBN 978-3-7774-2169-8
- 2014 Modern in vollstem Sinne. Bilder der Stadt Paris von Camille Pissarro und Gustave Caillebotte, Ausst. Kat. Camille Pissarro, Van der Heydt-Museum Wuppertal 2014, ISBN 978-3-89202-091-2
- 2015 Barbara Kaiser. erdhaft leicht. Hirmer Verlag, München 2015, ISBN 978-3-7774-2458-3
- 2016 Gauguin. Von Pont Aven nach Tahiti, München 2016, ISBN 978-3-937357-97-3
- 2016 Frauen auf eigenen Füßen. Spazieren, Flanieren, Wandern, München 2016, ISBN 978-3-945543-21-4
- 2017 Women Walking. Freedom, Adventure, Independence, Abbeville Press New York 2017, ISBN 978-0-7892-1286-3
- 2017 Zehn werkerklärende Texte zu Jacques Lipchitz, Bildhauer des 20. Jahrhunderts, Ausst. Kat. Jacques Lipchitz, Kunstsammlungen Chemnitz 2017, ISBN 978-3-95498-342-1
- 2018 Rita de Muynck, Gabriele Münter Erinnerung in Holz gewachsen, Schlehdorf 2018
- 2018 Renoir. Das Leben ein Tanz, München 2018, ISBN 978-3-937357-97-3
- 2019 Mujeres que pisan fuerte. Pasear, Caminar, Descubrir, Maeva Ediciones Madrid 2019, ISBN 978-84-17108-99-1
- 2019 Rita De Muynck. Reframing. Werke 2014–2019, München 2019, ISBN 978-3-943616-70-5